# エヴァリスト・ボシャブ
エヴァリスト・ボシャブ・マブジ・マ・ビレンジ（フランス語: Évariste Boshab Mabudj-ma-Bilenge、1956年7月12日 - ）は、コンゴ民主共和国の政治家。内務・治安担当の副首相を務める。2009年から2012年まで国民議会の議長を務めていた。ムウェカ近郊出身。現在はジョセフ・カビラ率いる再建民主人民党(PPRD)の事務総長を務める。